# Cuisine lésothienne
La cuisine lésothienne s'inspire des traditions africaines et de l'influence britannique.
Le Lesotho est entouré par l'Afrique du Sud et partage les pratiques culinaires avec son voisin. La culture alimentaire du Lesotho comprend les pommes de terre, fruits de mer, riz et légumes. Les plats à base de maïs comprennent le mealie pap, une bouillie de maïs. Les ragoûts aux arachides sont très présents. Les desserts britanniques peuvent également être trouvés. La cuisine des Basothos tend à inclure les sauces, qui sont généralement moins épicées que celles d'autres pays africains. La salade de betterave est un plat commun.
Les autres aliments traditionnels sont :
- Le ragoût à la queue de bœuf[1]
- Les currys[1]
- Les kebabs[1]

### Source
- (en) Cet article est partiellement ou en totalité issu de l’article de Wikipédia en anglais intitulé « Cuisine of Lesotho » (voir la liste des auteurs).